# Sala d'attesa
Sala d'attesa är det tredje studioalbumet av den italienska musikgruppen Modà. Det gavs ut den 23 maj 2008 och innehåller 13 låtar.

## Låtlista
| Nr  | Titel                                  | Längd |
| --- | -------------------------------------- | ----- |
| 1.  | Sarò sincero                           | 3:59  |
| 2.  | Aria                                   | 3:53  |
| 3.  | L'ultimo viaggio                       | 4:28  |
| 4.  | Sala d'attesa                          | 3:29  |
| 5.  | Ma tu non passi mai                    | 4:40  |
| 6.  | La mia ragazza ha detto che            | 3:57  |
| 7.  | L'importante è che stanotte non finirà | 4:01  |
| 8.  | Le luci della notte                    | 4:16  |
| 9.  | Ma quale domani                        | 3:50  |
| 10. | Tra le tue mani                        | 3:52  |
| 11. | Meschina                               | 3:54  |
| 12. | Scusa amore                            | 3:56  |
| 13. | Tre rose per te                        | 4:01  |

## Listplaceringar
| Lista   | Topplacering |
| ------- | ------------ |
| Italien | 19           |